# Джонсон, Джеймс (гравёр)
Джеймс Джонсон (1753? — 26 февраля 1811) — шотландский гравёр, издатель музыкальных произведений, популяризатор шотландского фольклора. Джеймс Джонсон, был знаком с Робертом Бёрнсом, с ним Джонсон начал издавать сборник «Шотландский музыкальный музей». В этом издании публиковалось множество шотландских баллад и собственных произведений Бёрнса.

## Биография
Джонсон родился в долине Эттрик, в Шотландии в семье пастуха и был третьим из четырех детей в семье.
Вероятно, он учился граверному мастерству под руководством Джеймса Рида из Эдинбурга. Джонсон был очень плодовитым гравером: более половины нот, напечатанных в Шотландии с 1772 по 1790 год вышли из под его резца. Его ранние гравюры, включая «Шесть канцонов для двух голосов» (1772), «Сборник любимых шотландских мелодий…» «Покойный мистер Ч. Маклин и другие выдающиеся мастера» (ок. 1772 г.) и «Двадцать менуэтов» (1773 г.) Дэниела Доу,- были выполнны на меди.
В 1786 году он официально стал принадлежать к городскому сословию Эдинбурга.
2 июля 1791 года он женился на Шарлотте Грант, дочери писателя Локлана Гранта. У них был сын Джеймс, крещенный 13 сентября 1792 года, который, похоже, не дожил до своего совершеннолетия.
в 1790 году на Луунмаркете в Эдинбурге Джонсон открыл музыкальный магазин Johnson & Co. После смерти основателя магазин продолжал действовать до 1815 года под названием Johnson & Anderson — дело вёл ученик Джонсона Джон Андерсон.
Джеймс Джонсон умер в Эдинбурге 26 февраля 1811 года. В марте 1819 года, был озвучен сбор в поддержку его вдовы.

## «Шотландский музыкальный музей»
К моменту знакомства Джонсона с Робертом Бернсом, у Джонсона был план выпустить двухтомный сборник шотландских, ирландских и английских песен. Позже характер проекта изменился: его объем был ограничен шотландскими песнями, а количество томов возросло до шести, выпущенных с 1787 по 1803 год. Успех концепции не сопровождался финансовой безопасностью Джонсона. Бернс написал 184 произведения; некоторые из них были оригинальными, в том числе многие из его самых известных текстов, а другие были переделками старых баллад или взяты из них. Предисловия к некоторым томам были написаны Бернсом, который фактически редактировал произведение. Джонсон попробовал оловянные пластины, чтобы сократить производственные затраты. Бернс подготовил чересстрочную версию первых четырех томов Музея для Роберта Ридделла.